# 46e cérémonie des Annie Awards
La 46e cérémonie des Annie Awards (46th Annie Awards), organisée par l'Association internationale du film d'animation, s'est déroulée le 2 février 2019 au Royce Hall (en) de l'Université de Californie à Los Angeles pour récompenser les films d'animation sortis en 2018.

## Nominations
Le 3 décembre 2018, les nominations pour les prix Annie ont été annoncées. Les Indestructibles 2 a obtenu le plus grand nombre de nominations avec 11, suivi par Ralph 2.0 avec 10.

## Palmarès

### Productions

#### Meilleur film d'animation
| Nom                                                            | Production                                                               | Résultat final |
| -------------------------------------------------------------- | ------------------------------------------------------------------------ | -------------- |
| Spider-Man: New Generation (Spider-Man : Into the spiderverse) | Sony Picture Animation                                                   | Lauréat        |
| Cro-Man (Early Man)                                            | Aardman Animations                                                       | Nomination     |
| Les Indestructibles 2 (Incredibles 2)                          | Pixar Animation Studios                                                  | Nomination     |
| L'île aux chiens (Isle of dogs)                                | Fox Searchlight Pictures, Indian Paintbrush, American Empirical Pictures | Nomination     |
| Ralph 2.0 (Ralph Breaks The Internet)                          | Walt Disney Animation Studios                                            | Nomination     |

#### Meilleur film d'animation indépendant
| Nom                                      | Production                                         | Résultat final |
| ---------------------------------------- | -------------------------------------------------- | -------------- |
| Miraï, ma petite sœur (Mirai)            | Studio Chizu                                       | Lauréat        |
| Ce Magnifique Gâteau!                    | Beast Animation, Vivement Lundi !, Pedri Animation | Nomination     |
| Mutafukaz (MKFZ)                         | Ankama, Studio 4ºC                                 | Nomination     |
| Ruben Brandt, Collector                  | Fonds national du film hongrois                    | Nomination     |
| Tito et les oiseaux (Tito and the birds) | Bits Productions, Split Studio                     | Nomination     |

#### Meilleur programme spécial d'animation
| Nom                                             | Production                                              | Résultat final |
| ----------------------------------------------- | ------------------------------------------------------- | -------------- |
| Le retour de Mary Poppins (Mary Poppins Return) | Walt Disney Studios                                     | Lauréat        |
| Back to the Moon                                | Google Spotlight Stories, Google Doodles, Nexus Studios | Nomination     |
| The Emperor's Newest Clothes                    | HBO, Starburns Industries                               | Nomination     |
| Le rat scélérat (The Highway Rat)               | Magic Light Pictures                                    | Nomination     |

#### Meilleur court métrage d'animation
| Nom                            | Production                   | Résultat final |
| ------------------------------ | ---------------------------- | -------------- |
| Weekends                       | past lives productions       | Lauréat        |
| Pépé le morse (Grandpa Walrus) | Caïmans Productions          | Nomination     |
| Lost & Found                   | Wabi Sabi Studios            | Nomination     |
| SOLAR WALK                     | Nørlum                       | Nomination     |
| Untravel                       | Film House Baš Čelik, Serbie | Nomination     |

#### Meilleur expérience VR
| Nom              | Production                                     | Résultat final |
| ---------------- | ---------------------------------------------- | -------------- |
| Crow: The Legend | Baobab Studios                                 | Lauréat        |
| Age of Sail      | Google Spotlight Stories, Broad Reach Pictures | Nomination     |
| Battlescar       | AtlasV                                         | Nomination     |
| Mind Palace      | Filmakademie Baden-Württemberg GmbH            | Nomination     |
| Moss             | Polyarc                                        | Nomination     |

#### Meilleure publicité animée à la télévision
| Nom                                           | Production                | Résultat final |
| --------------------------------------------- | ------------------------- | -------------- |
| Greenpeace 'There's a Rang-Tan In My Bedroom' | Passion Animation Studios | Lauréat        |
| Goldfish at the Fair                          | Stoopid Buddy Stoodios    | Nomination     |
| Grinch "Olympics"                             | Illumination              | Nomination     |
| Joy & Heron                                   | Passion Pictures          | Nomination     |
| The Fearless Are Here                         | Nexus Studio              | Nomination     |

#### Meilleure production animée grand public de jeunesse préscolaire à la télévision
| Nom                                                   | Épisode récompensé                   | Production                            | Résultat final |
| ----------------------------------------------------- | ------------------------------------ | ------------------------------------- | -------------- |
| La boîte à réponses des StoryBots (Ask the storybots) | Comment fonctionne les ordinateurs ? | JibJab Bros. Studio (pour Netflix)    | Lauréat        |
| Dinotrux (Dinotrux Supercharged)                      | Excavacrabe                          | DreamWorks Animation Television       | Nomination     |
| Hé, Oua-Oua (Hey Duggee)                              | Le badge chanson                     | Studio Aka (en)                       | Nomination     |
| Pyjamasques (PJ Masks)                                | Gluglu et l'esprit du carnaval       | Frog Box Entertainment One            | Nomination     |
| L'île aux feuilles (Tumble Leaf)                      | Le sac en papier / Le héros          | Amazon Studios, Bix Pix Entertainment | Nomination     |
| Sesame street                                         | La gentillesse                       | Sesame Workshop                       | Nomination     |

#### Meilleure production animée de jeunesse à la télévision
| Nom                                                                       | Épisode récompensé              | Production                               | Résultat final |
| ------------------------------------------------------------------------- | ------------------------------- | ---------------------------------------- | -------------- |
| Hilda                                                                     | Chapitre 1 : Le peuple caché    | Hilda Productions Limited (pour Netflix) | Lauréat        |
| Kung Fu Panda : Les pattes du destin (Kung Fu Panda: The Paws of Destiny) | L'Entrée du maître Dragon       | DreamWorks Animation                     | Nomination     |
| Le Destin des Tortues Ninja (Rise of Teenage Mutant Ninja Turtles)        | Mystérieuse pagaille            | Nickelodeon Animation Studio             | Nomination     |
| Chasseurs de trolls (Tales of Arcadia: TrollHunter)                       | Le Chasseur éternel - 2e partie | DreamWorks Animation                     | Nomination     |
| Little Big Awesome                                                        | Puppy Shower                    | Amazon Studios                           | Nomination     |
| Bob l'éponge (SpongeBob SquarePants)                                      | La chasseuse de méduses         | Nickelodeon Animation Studio             | Nomination     |

#### Meilleure production animée grand public à la télévision
| Nom               | Épisode récompensé                | Production                               | Résultat final |
| ----------------- | --------------------------------- | ---------------------------------------- | -------------- |
| BoJack Horseman   | Un été de chien                   | Tornante Productions, LLC (pour Netflix) | Lauréat        |
| Big Mouth         | Pleins feux sur le plan familial  | Netflix                                  | Nomination     |
| Bob's Burgers     | Le père Fouettard (partie 1 & 2)  | Bento Box Entertainment (pour la Fox)    | Nomination     |
| Human Kind Of     | Desperately Seeking Social Skills | Cartuna (pour Facebook Watch)            | Nomination     |
| The Venture Bros. | The Saphrax Protocol              | Titmouse, Inc. (pour Adult Swim)         | Nomination     |

#### Meilleur film étudiant
| Nom               | Production                                                            | Résultat final |
| ----------------- | --------------------------------------------------------------------- | -------------- |
| Best Friend       | Nicholas Olivieri, Yi Shen, Juliana De Lucca, Varun Nair, David Feliu | Lauréat        |
| A Blink of An Eye | Kiana Naghshineh                                                      | Nomination     |
| Facing It         | Sam Gainsborough                                                      | Nomination     |
| Hors Piste        | Léo Brunel, Loris Cavalier, Camille Jalabert, Oscar Mallet            | Nomination     |
| Sister            | Siqi Song                                                             | Nomination     |

#### Effets spéciaux et d'animation dans une série ou production TV
| Récipiendaire⋅s                                                             | Nom de l'œuvre                                                     | Production                           | Résultat final |
| --------------------------------------------------------------------------- | ------------------------------------------------------------------ | ------------------------------------ | -------------- |
| David M.V. Jones, Vincent Chou, Clare Yang                                  | Chasseurs de trolls (Tales of Arcadia: TrollHunter)                | DreamWorks Animation                 | Lauréat        |
| Zach Glynn, Shyh-Chyuan Huang, Michael Losure, K.C. Ong, Alex Timchenko     | DreamWorks Theatre Presents Kung Fu Panda                          | DreamWorks Animation                 | Nomination     |
| Jeffrey Lai                                                                 | Le Destin des Tortues Ninja (Rise of Teenage Mutant Ninja Turtles) | Nickelodeon Animation Studio         | Nomination     |
| Mike Spitzmiller, Steve Gallant, Iain Collins, Daniel Craven, Lynda Rollins | SuperMansion                                                       | Stoopid Buddy Stoodios               | Nomination     |
| Philip Child, Nilesh Sardesai                                               | La colline aux lapins (Watership Down)                             | Biscuit Entertainment (pour Netflix) | Nomination     |

#### Effets spéciaux et d'animation dans un long-métrage
| Récipiendaires                                                                     | Nom de l'œuvre                                                                           | Production                                                 | Résultat final |
| ---------------------------------------------------------------------------------- | ---------------------------------------------------------------------------------------- | ---------------------------------------------------------- | -------------- |
| Cesar Velazquez, Marie Tollec, Alexander Moaveni, Peter DeMund, Ian J. Coony       | Ralph 2.0 (Ralph Breaks The Internet)                                                    | Walt Disney Animation Studios                              | Lauréat        |
| Howard Jones, Dave Alex Riddett, Grant Hewlett, Pat Andrew, Elena Vitanza Chiarani | Cro-Man (Early Man)                                                                      | Aardman Animations                                         | Nomination     |
| Patrick Witting, Kiel Gnebba, Spencer Lueders, Joe Pepper, Sam Rickles             | Hôtel Transylvanie 3 : Des vacances monstrueuses (Hotel Transylvania 3: Summer Vacation) | Sony Picture Animation                                     | Nomination     |
| Greg Gladstone, Tolga Göktekin, Jason Johnston, Eric Lacroix, Krzysztof Rost       | Les Indestructibles 2 (Incredibles 2)                                                    | Pixar Animation Studios                                    | Nomination     |
| So Ishigaki, Graham Wiebe                                                          | Nouvelle génération (Next Gen)                                                           | Baozou, Alibaba Pictures, Tangent Animation (pour Netflix) | Nomination     |

#### Animation des personnages dans une série ou production TV
| Récipiendaire   | Nom de l'œuvre                                           | Production                                              | Résultat final |
| --------------- | -------------------------------------------------------- | ------------------------------------------------------- | -------------- |
| Scott Lewis     | Hilda                                                    | Hilda Productions Limited (pour Netflix)                | Lauréat        |
| Juliane Martin  | Raiponce, la série (Disney Rapunzel's Tangled Adventure) | Disney TV Animation, Disney Channel                     | Nomination     |
| Sikand Srinivas | Age of Sail                                              | Google Spotlight Stories, Broad Reach Pictures          | Nomination     |
| Lucas Vigroux   | Back to the Moon                                         | Google Spotlight Stories, Google Doodles, Nexus Studios | Nomination     |
| Dan MacKenzie   | L'île aux feuilles (Tumble Leaf)                         | Amazon Studios, Bix Pix Entertainment                   | Nomination     |

#### Animation des personnages dans un long-métrage d'animation
| Récipiendaire | Nom de l'œuvre                                                 | Production                                                               | Résultat final |
| ------------- | -------------------------------------------------------------- | ------------------------------------------------------------------------ | -------------- |
| David Han     | Spider-Man: New Generation (Spider-Man : Into the spiderverse) | Sony Picture Animation                                                   | Lauréat        |
| Laurie Sitzia | Cro-Man (Early Man)                                            | Aardman Animations                                                       | Nomination     |
| Lance Fite    | Les Indestructibles 2 (Incredibles 2)                          | Pixar Animation Studios                                                  | Nomination     |
| Vitor Vilela  | Ralph 2.0 (Ralph Breaks The Internet)                          | Walt Disney Animation Studios                                            | Nomination     |
| Jason Stalman | L'île aux chiens (Isle of dogs)                                | Fox Searchlight Pictures, Indian Paintbrush, American Empirical Pictures | Nomination     |

#### Animation des personnages dans un long-métrage en prises de vues réelles
| Récipiendaires                                                                       | Nom de l'œuvre                                                             | Production                                     | Résultat final |
| ------------------------------------------------------------------------------------ | -------------------------------------------------------------------------- | ---------------------------------------------- | -------------- |
| Chris Sauve, James Baxter, Sandro Cleuzo                                             | Le retour de Mary Poppins (Mary Poppins Return)                            | Walt Disney Studios                            | Nomination     |
| Paul Story, Sidney Kombo-Kintombo, Eteuati Tema, Jacob Luamanuvae-Su'a, Sam Sharplin | Avengers : Infinity War                                                    | Marvel Studios                                 | Lauréat        |
| Arslan Elver, Laurent Laban, Kayn Garcia, Claire Blustin, Marc-André Coulombe        | Jean-Christophe et Winnie (Christopher Robin)                              | Walt Disney Studios                            | Nomination     |
| Pablo Grillo, Laurent Laban, Kyle Dunlevy, Stuart Ellis, Liam Russell                | Paddington 2                                                               | StudioCanal, Heyday Films, Marmalade Films Ltd | Nomination     |
| Richard Oey, Adrien Annesley, Allison Orr, Wei Liang Yap, Shan Hao                   | Casse-Noisette et les Quatre Royaumes (The Nutcracker and the Four Realms) | Walt Disney Studios                            | Nomination     |

#### Animation des personnages dans un jeu vidéo
| Récipiendaire⋅s                                                                       | Nom de l'œuvre            | Production              | Résultat final |
| ------------------------------------------------------------------------------------- | ------------------------- | ----------------------- | -------------- |
| Adrian Miguel, Adrian Garcia                                                          | Gris                      | Nomada Studio           | Lauréat        |
| Erica Pinto, Mehdi Yssef, Bruno Velazquez                                             | God of War                | SIE Santa Monica Studio | Nomination     |
| Bobby Coddington                                                                      | Marvel's Spider-Man       | Insomniac Games         | Nomination     |
| Richard Lico                                                                          | Moss                      | Polyarc                 | Nomination     |
| David Hubert, Jacob Gardner, Giovanni Spinelli, Marco Foglia, Jean-Philippe Chaurette | Shadow of the Tomb Raider | Square Enix             | Nomination     |

#### Conception des personnages dans une série ou production TV
| Récipiendaire⋅s | Nom de l'œuvre                                           | Production                                     | Résultat final |
| --------------- | -------------------------------------------------------- | ---------------------------------------------- | -------------- |
| Amanda Jolly    | Raiponce, la série (Disney Rapunzel's Tangled Adventure) | Walt Disney Television Animation               | Lauréat        |
| Bruno Mangyoku  | Age of Sail                                              | Google Spotlight Stories, Broad Reach Pictures | Nomination     |
| Jim Bryson      | Niko et L'épée de Lumière (Niko and the Sword of Light)  | Amazon Studios                                 | Nomination     |
| Chris Mitchell  | The Adventures of Rocky and Bullwinkle                   | DreamWorks Animation                           | Nomination     |
| Keiko Murayama  | The Adventures of Rocky and Bullwinkle                   | DreamWorks Animation                           | Nomination     |

#### Conception des personnages dans un long-métrage d'animation
| Récipiendaire⋅s   | Nom de l'œuvre                                                 | Production                                                 | Résultat final |
| ----------------- | -------------------------------------------------------------- | ---------------------------------------------------------- | -------------- |
| Shiyoon Kim       | Spider-Man: New Generation (Spider-Man : Into the spiderverse) | Sony Picture Animation                                     | Lauréat        |
| Matt Nolte        | Les Indestructibles 2 (Incredibles 2)                          | Pixar Animation Studios                                    | Nomination     |
| James Woods       | Le retour de Mary Poppins (Mary Poppins Return)                | Walt Disney Studios                                        | Nomination     |
| Marceline Tanguay | Nouvelle génération (Next Gen)                                 | Baozou, Alibaba Pictures, Tangent Animation (pour Netflix) | Nomination     |
| Ami Thompson      | Ralph 2.0 (Ralph Breaks The Internet)                          | Walt Disney Animation Studios                              | Nomination     |

#### Réalisation dans une série ou production TV
| Récipiendaire⋅s                   | Nom de l'œuvre                                                            | Production                         | Résultat final |
| --------------------------------- | ------------------------------------------------------------------------- | ---------------------------------- | -------------- |
| Eddie Trigueros                   | Mickey Mouse                                                              | Walt Disney Television Animation   | Lauréat        |
| Evan Spiridellis                  | La boîte à réponses des StoryBots (Ask the storybots)                     | JibJab Bros. Studio (pour Netflix) | Nomination     |
| Sung Jin Ahn                      | Niko et L'épée de Lumière (Niko and the Sword of Light)                   | Amazon Studios                     | Nomination     |
| Nick Simotas                      | SuperMansion                                                              | Stoopid Buddy Stoodios             | Nomination     |
| Guillermo del Toro, Rodrigo Blaas | Le Trio venu d'ailleurs : Les Contes d'Arcadia (3Below: Tales of Arcadia) | DreamWorks Animation               | Nomination     |

#### Réalisation dans un long-métrage d'animation
| Récipiendaire⋅s                               | Nom de l'œuvre                                                                           | Production                    | Résultat final |
| --------------------------------------------- | ---------------------------------------------------------------------------------------- | ----------------------------- | -------------- |
| Bob Persichetti, Rodney Rothman, Peter Ramsey | Spider-Man: New Generation (Spider-Man : Into the spiderverse)                           | Sony Picture Animation        | Lauréat        |
| Nick Park                                     | Cro-Man (Early Man)                                                                      | Aardman Animations            | Nomination     |
| Genndy Tartakovsky                            | Hôtel Transylvanie 3 : Des vacances monstrueuses (Hotel Transylvania 3: Summer Vacation) | Sony Picture Animation        | Nomination     |
| Brad Bird                                     | Les Indestructibles 2 (Incredibles 2)                                                    | Pixar Animation Studios       | Nomination     |
| Rich Moore, Phil Johnston                     | Ralph 2.0 (Ralph Breaks The Internet)                                                    | Walt Disney Animation Studios | Nomination     |

#### Musique dans une série ou production TV
| Récipiendaire⋅s                                                            | Nom de l'œuvre                                           | Production                                              | Résultat final |
| -------------------------------------------------------------------------- | -------------------------------------------------------- | ------------------------------------------------------- | -------------- |
| Christopher Willis                                                         | Mickey Mouse                                             | Walt Disney Television Animation                        | Lauréat        |
| Mathieu Alvado                                                             | Back to the Moon                                         | Google Spotlight Stories, Google Doodles, Nexus Studios | Nomination     |
| Tony Morales, John Kavanaugh, Craig Gerber, Silvia Olivas, Rachel Ruderman | Elena d'Avalor (Elena of Avalor)                         | Walt Disney Television Animation                        | Nomination     |
| Alan Menken, Glenn Slater, Kevin Kliesch                                   | Raiponce, la série (Disney Rapunzel's Tangled Adventure) | Walt Disney Television Animation                        | Nomination     |
| Vivek Maddala                                                              | Tom et Jerry Show (The Tom and Jerry Show)               | Warner Bros. Animation                                  | Nomination     |

#### Musique dans un long-métrage d'animation
| Récipiendaire⋅s                                                         | Nom de l'œuvre                        | Production                                    | Résultat final |
| ----------------------------------------------------------------------- | ------------------------------------- | --------------------------------------------- | -------------- |
| Michael Giacchino                                                       | Les Indestructibles 2 (Incredibles 2) | Pixar Animation Studios                       | Lauréat        |
| Danny Elfman, Tyler, The Creator                                        | Le Grinch (The Grinch)                | Illumination                                  | Nomination     |
| Harry Gregson-Williams, Tom Howe                                        | Cro-Man (Early Man)                   | Aardman Animations                            | Nomination     |
| Henry Jackman, Alan Menken, Phil Johnston, Tom MacDougall, Dan Reynolds | Ralph 2.0 (Ralph Breaks The Internet) | Walt Disney Animation Studios                 | Nomination     |
| Michael Herrera                                                         | Yéti & Compagnie (SmallFoot)          | Warner Bros. Pictures, Warner Animation Group | Nomination     |

#### Décors dans une série ou production TV
| Récipiendaire⋅s                                                               | Nom de l'œuvre                                          | Production                                     | Résultat final |
| ----------------------------------------------------------------------------- | ------------------------------------------------------- | ---------------------------------------------- | -------------- |
| Céline Desrumaux, Jasmin Lai                                                  | Age of Sail                                             | Google Spotlight Stories, Broad Reach Pictures | Lauréat        |
| Justin Martin                                                                 | Mickey Mouse                                            | Walt Disney Television Animation               | Nomination     |
| Antonio Canobbio, Howard Chen, Ivan Louey, Crystal Yoori Son                  | Little Big Awesome                                      | Amazon Studios                                 | Nomination     |
| Antonio Canobbio, Bobby Walker, Michelle Rhee, Richard Chang, Joseph Martinez | Niko et L'épée de Lumière (Niko and the Sword of Light) | Amazon Studios                                 | Nomination     |
| Chris Mitchell, Chris Turnham, Tor Aunet, DanBob Thompson, Aaron Spurgeon     | The Adventures of Rocky and Bullwinkle                  | DreamWorks Animation                           | Nomination     |

#### Décors dans un long-métrage d'animation
| Récipiendaire⋅s                | Nom de l'œuvre                                                                           | Production                                                               | Résultat final |
| ------------------------------ | ---------------------------------------------------------------------------------------- | ------------------------------------------------------------------------ | -------------- |
| Justin K. Thompson             | Spider-Man: New Generation (Spider-Man : Into the spiderverse)                           | Sony Picture Animation                                                   | Lauréat        |
| Matt Perry, Richard Edmunds    | Cro-Man (Early Man)                                                                      | Aardman Animations                                                       | Nomination     |
| Scott Wills                    | Hôtel Transylvanie 3 : Des vacances monstrueuses (Hotel Transylvania 3: Summer Vacation) | Sony Picture Animation                                                   | Nomination     |
| Adam Stockhausen , Paul Harrod | L'île aux chiens (Isle of dogs)                                                          | Fox Searchlight Pictures, Indian Paintbrush, American Empirical Pictures | Nomination     |
| Jeff Turley                    | Le retour de Mary Poppins (Mary Poppins Return)                                          | Walt Disney Studios                                                      | Nomination     |

#### Storyboard dans une série ou production TV
| Récipiendaire⋅s      | Nom de l'œuvre                                                     | Production                       | Résultat final |
| -------------------- | ------------------------------------------------------------------ | -------------------------------- | -------------- |
| Alonso Ramirez Ramos | Mickey Mouse                                                       | Walt Disney Television Animation | Lauréat        |
| Kevin Molina-Ortiz   | Le Destin des Tortues Ninja (Rise of Teenage Mutant Ninja Turtles) | Nickelodeon Animation Studio     | Lauréat        |
| Will Patrick         | Ben 10                                                             | Cartoon Network Studios          | Nomination     |
| Trey Buongiorno      | Baymax et les Nouveaux Héros (Big Hero 6: The Series)              | Walt Disney Television Animation | Nomination     |
| Sage Cotugno         | Star Butterfly (Star vs. the Forces of Evil)                       | Walt Disney Television Animation | Nomination     |

#### Storyboard dans un long-métrage d'animation
| Récipiendaire     | Nom de l'œuvre                                  | Production                    | Résultat final |
| ----------------- | ----------------------------------------------- | ----------------------------- | -------------- |
| Dean Kelly        | Les Indestructibles 2 (Incredibles 2)           | Pixar Animation Studios       | Lauréat        |
| Bobby Alcid Rubio | Les Indestructibles 2 (Incredibles 2)           | Pixar Animation Studios       | Nomination     |
| Habib Louati      | Le Grinch (The Grinch)                          | Illumination                  | Nomination     |
| Ovi Nedelcu       | Le retour de Mary Poppins (Mary Poppins Return) | Walt Disney Studios           | Nomination     |
| Michael Herrera   | Ralph 2.0 (Ralph Breaks The Internet)           | Walt Disney Animation Studios | Nomination     |

#### Doublage dans une série ou production TV
| Récipiendaire     | Personnage(s)                                    | Nom de l'œuvre     | Production                                                | Résultat final |
| ----------------- | ------------------------------------------------ | ------------------ | --------------------------------------------------------- | -------------- |
| Will Arnett       | Bojack Horseman                                  | Bojack Horseman    | Tornante Productions, LLC (pour Netflix)                  | Lauréat        |
| Debi Derryberry   | Maureen Murphy/Bridget/Phillip/Kenny/Scott/Nurse | F is for Family    | Wild West Television et Gaumont Television (pour Netflix) | Nomination     |
| Juliet Donenfeld  | Sally Squirrel                                   | Pete the Cat       | Amazon Studios, Alcon Television Group, LLC               | Nomination     |
| Patrick Warburton | Flynn                                            | Skylanders Academy | Activision Blizzard Studios                               | Nomination     |
| Tara Strong       | Princess Unikitty                                | Unikitty!          | Warner Bros. Animation                                    | Nomination     |

#### Doublage dans un long-métrage d'animation
| Récipiendaire⋅s | Personnage(s)           | Nom de l'œuvre                        | Production                                                               | Résultat final |
| --------------- | ----------------------- | ------------------------------------- | ------------------------------------------------------------------------ | -------------- |
| Bryan Cranston  | Chef                    | L'île aux chiens (Isle of dogs)       | Fox Searchlight Pictures, Indian Paintbrush, American Empirical Pictures | Lauréat        |
| Eddie Redmayne  | Doug                    | Cro-Man (Early Man)                   | Aardman Animations                                                       | Nomination     |
| Holly Hunter    | Helen Parr / Elastigirl | Les Indestructibles 2 (Incredibles 2) | Pixar Animation Studios                                                  | Nomination     |
| Charlyne Yi     | Mai Su                  | Nouvelle génération (Next Gen)        | Baozou, Alibaba Pictures, Tangent Animation (pour Netflix)               | Nomination     |
| Sarah Silverman | Vannelope Von Schweetz  | Ralph 2.0 (Ralph Breaks The Internet) | Walt Disney Animation Studios                                            | Nomination     |

#### Scénario dans une série ou production TV
| Récipiendaire⋅s                                                               | Nom de l'œuvre                                 | Production                               | Résultat final |
| ----------------------------------------------------------------------------- | ---------------------------------------------- | ---------------------------------------- | -------------- |
| Stephanie Simpson                                                             | Hilda                                          | Hilda Productions Limited (pour Netflix) | Lauréat        |
| Emily Altman                                                                  | Big Mouth                                      | Netflix                                  | Nomination     |
| Matt Burnett, Ben Levin, Shauna McGarry, Jeff Trammell, Tiffany Ford          | Craig de la crique (Craig of the Creek)        | Cartoon Network Studios                  | Nomination     |
| Dominic Bisignano, Aaron Hammersley, Amy Higgins, John Infantino, Daron Nefcy | Star Butterfly (Star vs. the Forces of Evil)   | Walt Disney Television Animation         | Nomination     |
| Mikey Heller, Sang Yup Lee, Louie Zong                                        | Ours pour un et un pour t'ours (We Bare Bears) | Cartoon Network Studios                  | Nomination     |

#### Scénario dans un long-métrage d'animation
| Récipiendaire⋅s                | Nom de l'œuvre                                                 | Production                    | Résultat final |
| ------------------------------ | -------------------------------------------------------------- | ----------------------------- | -------------- |
| Phil Lord, Rodney Rothman      | Spider-Man: New Generation (Spider-Man : Into the spiderverse) | Sony Picture Animation        | Lauréat        |
| Brad Bird                      | Les Indestructibles 2 (Incredibles 2)                          | Pixar Animation Studios       | Nomination     |
| Mamoru Hosoda, Stephanie Sheh  | Miraï, ma petite sœur (Mirai)                                  | Studio Chizu                  | Nomination     |
| Phil Johnston, Pamela Ribon    | Ralph 2.0 (Ralph Breaks The Internet)                          | Walt Disney Animation Studios | Nomination     |
| Michael Jelenic, Aaron Horvath | Teen Titans Go! Le film (Teen Titans Go! to the Movies)        | Warner Bros. Animation        | Nomination     |

#### Montage dans une série ou production TV
| Récipiendaire⋅s                                                       | Nom de l'œuvre                                                                            | Production                           | Résultat final |
| --------------------------------------------------------------------- | ----------------------------------------------------------------------------------------- | ------------------------------------ | -------------- |
| Charles Jones, Joe Molinari, Dao Le, Vartan Nazarian, David Vazquez   | Baymax et les Nouveaux Héros (Big Hero 6: The Series)                                     | Walt Disney Television Animation     | Lauréat        |
| Adam Rickabus                                                         | Le monde de Bingo et Rolly (Puppy Dog Pals)                                               | Wild Canary Animation, Disney Junior | Nomination     |
| Estrella Miyakawa Capin, Christopher Hink, Bob Tomlin, Rick Dominicus | Bob l'éponge (SpongeBob SquarePants)                                                      | Nickelodeon Animation Studio         | Nomination     |
| John Laus, Graham Fisher                                              | Le Trio venu d'ailleurs : Les Contes d'Arcadia (3Below: Tales of Arcadia)                 | DreamWorks Animation                 | Nomination     |
| Steve Downs, John Wall, Adam Smith, Collin Erker                      | Les aventures extraordinaires de Captain Superslip (The Epic Tales of Captain Underpants) | DreamWorks Animation                 | Nomination     |

#### Montage dans un long-métrage d'animation
| Récipiendaire⋅s                                                          | Nom de l'œuvre                                                 | Production                      | Résultat final |
| ------------------------------------------------------------------------ | -------------------------------------------------------------- | ------------------------------- | -------------- |
| Bob Fisher, Andrew Leviton, Vivek Sharma                                 | Spider-Man: New Generation (Spider-Man : Into the spiderverse) | Sony Picture Animation          | Lauréat        |
| Chris Cartagena                                                          | Le Grinch (The Grinch)                                         | Illumination                    | Nomination     |
| Stephen Schaffer, ACE, Anthony J. Greenberg, Katie Schaefer Bishop       | Les Indestructibles 2 (Incredibles 2)                          | Pixar Animation Studios         | Nomination     |
| Jeremy Milton, Fabienne Rawley, Jesse Averna, John Wheeler, Pace Paulsen | Ralph 2.0 (Ralph Breaks The Internet)                          | Walt Disney Animation Studios   | Nomination     |
| Milorad Krstic, Marcell Laszlo, Laszlo Wimmer, Danijel Daka Milosevic    | Ruben Brandt, Collector                                        | Fonds national du film hongrois | Nomination     |

### Récompenses spéciales
| Winsor McCay Award                                                                                               |
| --- |
| Ralph Eggleston, Andrea Romano et Frank Braxton pour leurs contributions professionnelles à l'art de l'animation |
| June Foray Award                                                                                                 |
| Didier Ghez pour son impact significatif et bienveillant ou caritatif sur l'art et l'industrie de l'animation    |

## Statistiques
Long-métrage
| Nominations | Films                                            |
| ----------- | ------------------------------------------------ |
| 11          | Les Indestructibles 2                            |
| 10          | Ralph 2.0                                        |
| 7           | Spider-Man : New Generation                      |
| 7           | Cro-Man                                          |
| 5           | Le retour de Mary Poppins                        |
| 4           | Le Grinch                                        |
| 4           | L'île aux chiens                                 |
| 3           | Hôtel Transylvanie 3 : Des vacances monstrueuses |
| 3           | Nouvelle Génération                              |
| 2           | Miraï, ma petite sœur                            |

Prix multiples
| Prix remportés | Films                       |
| -------------- | --------------------------- |
| 7              | Spider-Man : New Generation |
| 2              | Les Indestructibles 2       |
| 2              | Le retour de Mary Poppins   |

Série et production TV
Nominations multiples
| Nominations | Productions                                    |
| ----------- | ---------------------------------------------- |
| 4           | Mickey Mouse                                   |
| 3           | Hilda                                          |
| 3           | Le Destin des Tortues Ninja                    |
| 3           | Niko et L'épée de Lumière                      |
| 3           | The Adventures of Rocky and Bullwinkle         |
| 3           | Raiponce, la série                             |
| 2           | Le Trio venu d'ailleurs : Les Contes d'Arcadia |
| 2           | Bojack Horseman                                |
| 2           | La boîte à réponses des StoryBots              |
| 2           | Baymax et les Nouveaux Héros                   |
| 2           | Big Mouth                                      |
| 2           | Little Big Awesome                             |
| 2           | Star Butterfly                                 |
| 2           | SuperMansion                                   |
| 2           | L'île aux feuilles                             |
| 2           | Chasseurs de trolls                            |

| Prix | Productions     |
| ---- | --------------- |
| 3    | Hilda           |
| 3    | Mickey Mouse    |
| 2    | Bojack Horseman |